# Alte Maße und Gewichte (Guatemala)
In Guatemala werden US-amerikanische, metrische und alte spanische Maßeinheiten verwendet.

## Länge
| pulgada | 1 inch         | = 25,4 mm = 2,54 cm (heute)     |
| pie     | 1 foot         | = 304,8 mm = 3,048 dm (heute)   |
| vara    |                | = 835,90575 mm = 8,359 057 5 dm |
| cuadra  | 100 varas      | = 83,590 575 m                  |
| milla   | 1 mile         | = 1,609 344 km (heute)          |
| legua   | ca. 3-4 millas | = ca. 5 km (Wegstunde)          |

## Fläche
| vara²      |               | = 0,698 738 m²     |
| cuerda     | 32 × 32 varas | = 715,508 145 m²   |
| manzana    | 10 cuerdas    | = 7 155,081 45 m²  |
| caballeria | 64,5 manzanas | = 461 502,753 5 m² |

## Gewicht und Volumen
| libra     |              | = 460,12 g                     |
| arroba    | 25 libras    | = 11,503 kg                    |
| quintal   | 4 arrobas    | = 46,012 kg (metrisch: 100 kg) |
| garrafón  | 5 gallons    | = ca. 20 l                     |
| fanega    | 2 cajas      | = ca. 68,1 kg                  |
| caja      | 2 cuartillas | = ca. 34,05 kg                 |
| cuartilla | 3 celemines  | = ca. 17 kg                    |
| celemin   | 12½ lb.      | = ca. 5,675 kg                 |
| cuartillo | ¼ celemin    | = ca. 1,419 kg                 |